# Guinea Equatoriale ai Giochi della XXXI Olimpiade
La Guinea Equatoriale partecipò ai Giochi della XXXI Olimpiade, svoltisi a Rio de Janeiro, Brasile, dal 5 al 21 agosto 2016, con una delegazione di due atleti, impegnati in altrettante competizioni di atletica leggera.
Alla cerimonia di apertura la Guinea Equatoriale sfilò all'88º posto, preceduta dalla Guinea e seguita dalla Guinea-Bissau; portabandiera fu l'ostacolista Reïna-Flor Okori, alla sua quarta Olimpiade.
Fu la nona partecipazione di questo paese ai Giochi Olimpici. Non furono conquistate medaglie.